# Давид ди Донателло 1958
3-я церемония вручения наград премии «Давид ди Донателло» состоялась 3 августа 1958 года в Театре в Тавромении.

## Номинанты и победители

### Лучший продюсер
- Марчелло Джирози и Милко Скофич — Анна из Бруклина (ex aequo)
- Леонардо Бонци — La muraglia cinese (ex aequo)

### Лучшая женская роль
- Анна Маньяни — Дикий ветер

### Лучший иностранный актёр
- Марлон Брандо — Сайонара ex aequo
- Чарльз Лоутон — Свидетель обвинения ex aequo

### Лучший иностранный продюсер
- Сэм Шпигель — Мост через реку Квай

### Targa d’oro
- Витторио Де Сика
- Гоффредо Ломбардо
- Мэрилин Монро
- Антонио Пьетранджели
- Спирос Скурас

### Международная награда «Olympus» для театра
- Витторио Гассман